# Crue
Ne pas confondre avec l'inondation, la submersion temporaire de terres sous l'eau dont une crue n'est pas forcément l'origine.
La crue , est une forte augmentation,, un accroissement du débit et de la hauteur d'eau en écoulement d'un fleuve, d'une rivière, d'un  cours d'eau. Le mot s'utilise fréquemment quand le débordement  du lit mineur du cours d'eau commence à provoquer des dommages. Ce débordement provoque une inondation de zones plus ou moins éloignées des rives, en délimitant ainsi une zone inondable. La crue est suivie par une décrue.
La crue survient souvent après de fortes pluies en amont dans le bassin versant, parfois lors d'une fonte des neiges brutale ou lors d'une concomitance de fortes pluies et de fonte des neiges, plus rarement par réamorçage d'un siphon karstique, exceptionnellement quand une fracture terrestre profonde libère des nappes phréatiques. Liées à des caractéristiques météorologiques et géomorphologiques propres à chaque site, les crues sont un phénomène naturel très suivi dans l'histoire.
On lutte contre les crues par des aménagements hydrauliques curatifs (ex. : digues) ou préventifs (ex. : zones d'expansion de crue, reboisement (forêt de protection), réintroduction du castor dans les hauteurs des bassins versants). La gestion du risque d'inondation peut s'appuyer sur un atlas des zones inondables, sur des plans de prévention, sur une réduction de la vulnérabilité, sur l'évitement de constructions nouvelles dans ces zones, sur un système de vigilance et d'alerte.
La science qui étudie le phénomène de crue est l'hydrologie.

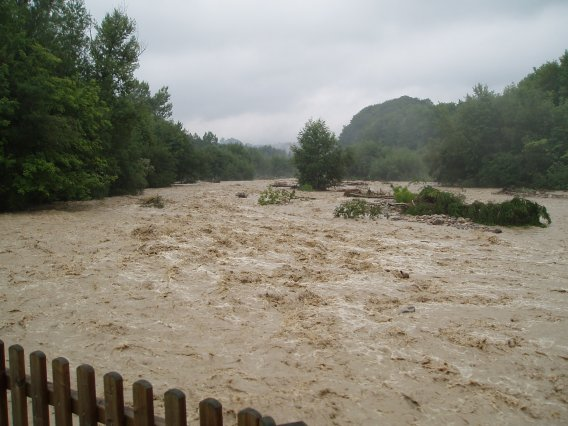
La Gérine lors des crues de 2005 en Suisse.
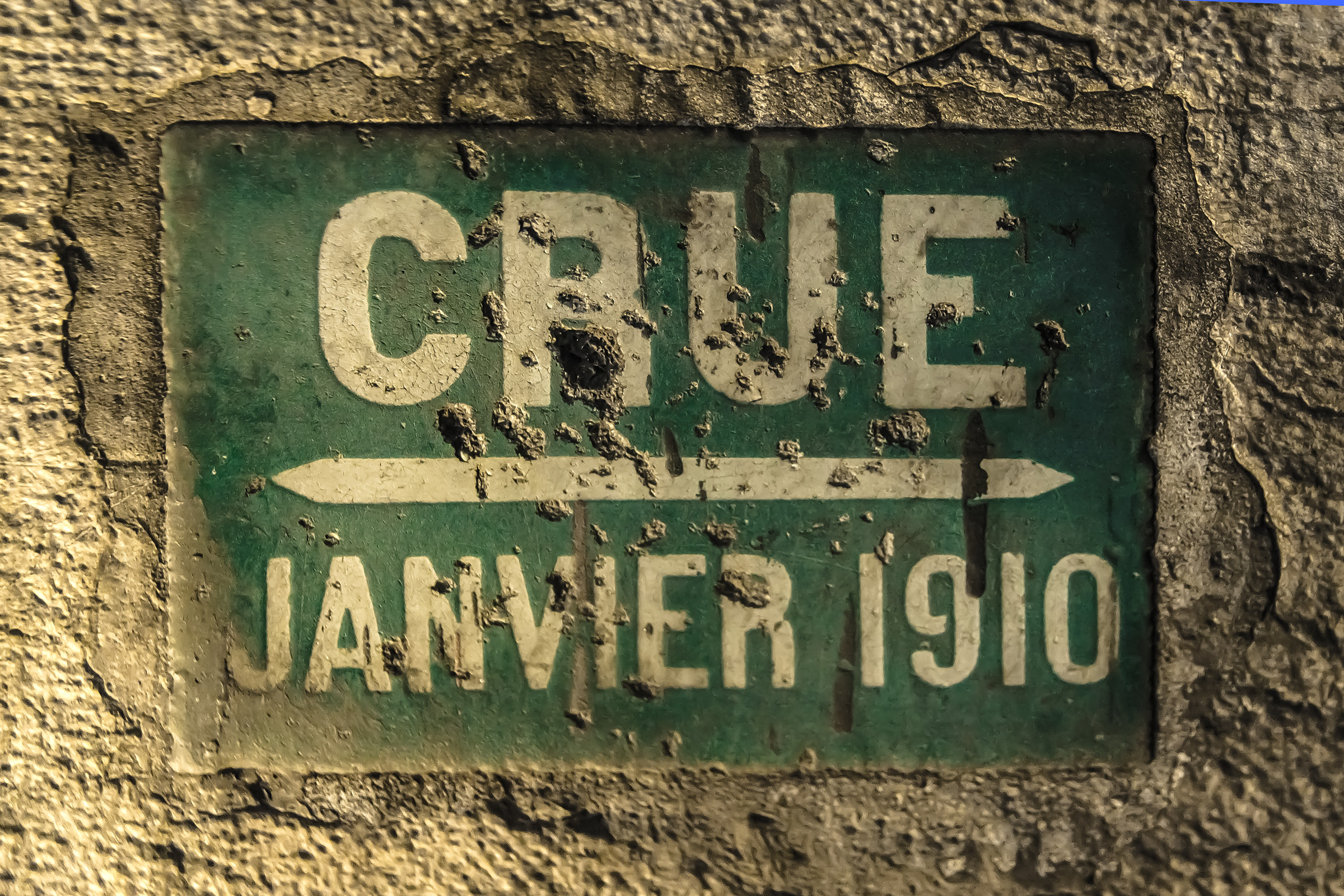
Repère de crue de la Seine à Paris.
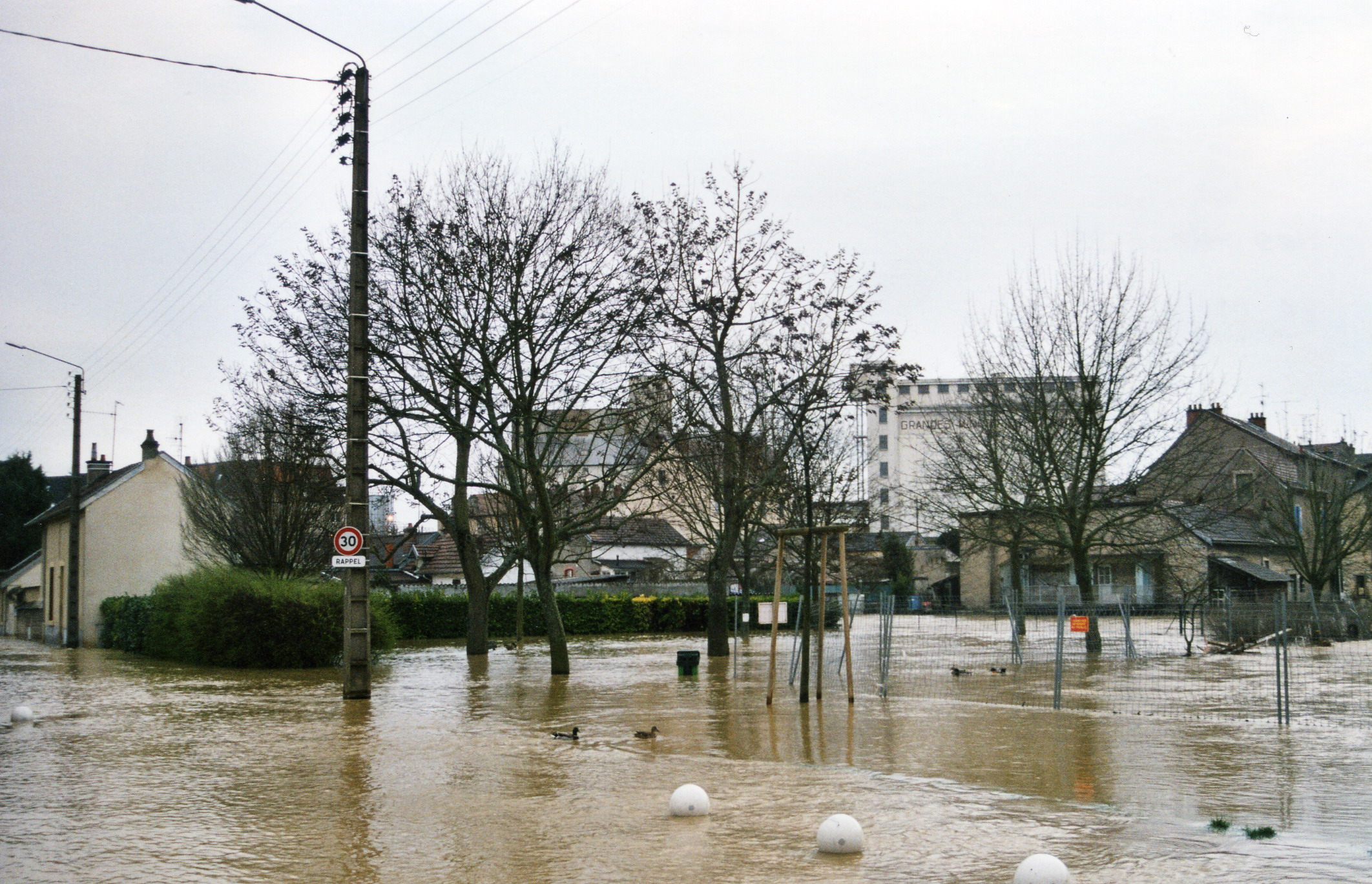
À Dijon, l'Ouche débordant de son lit mineur en ville.
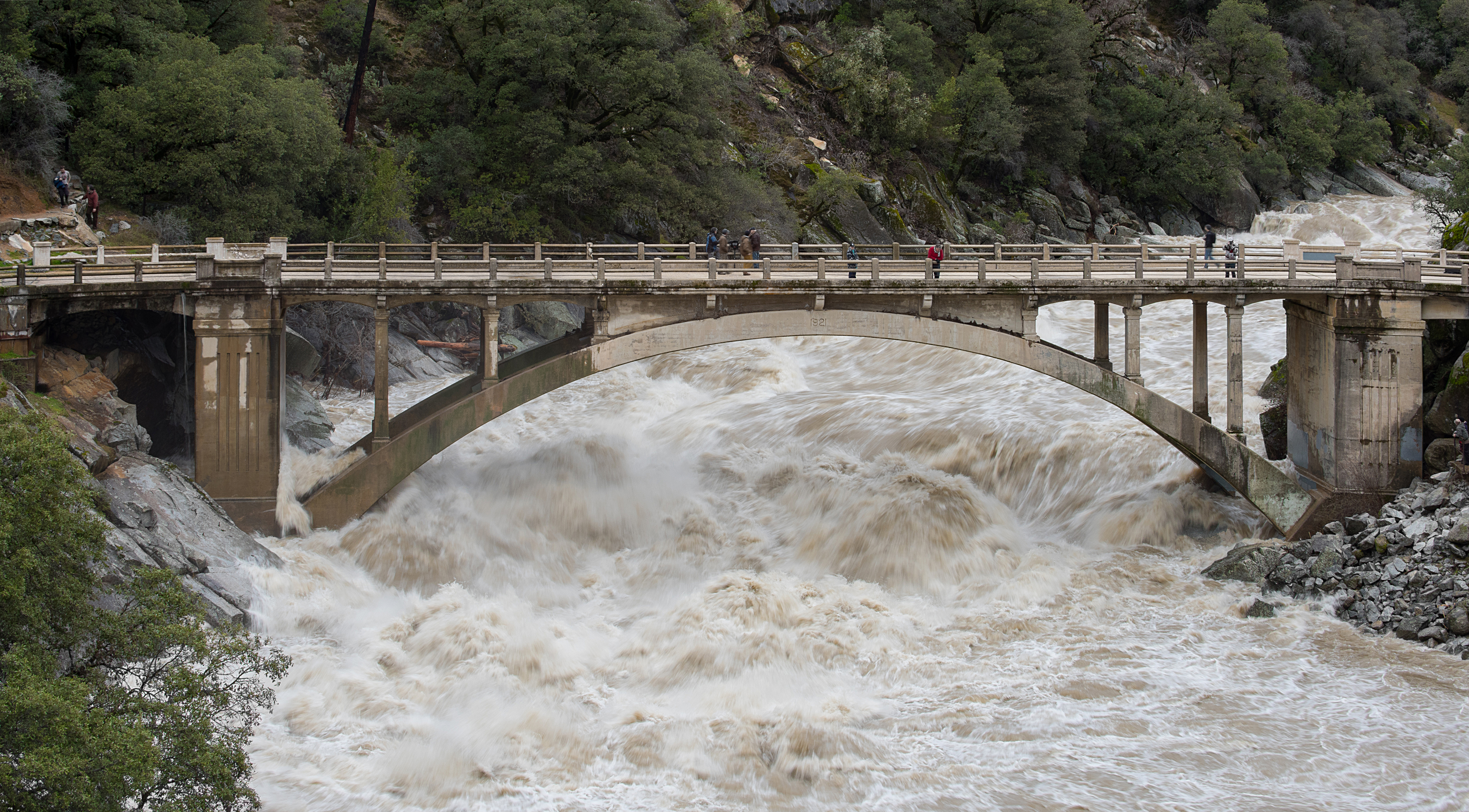
Alerte sur la rivière Yuba au Nevada, en janvier 2017.
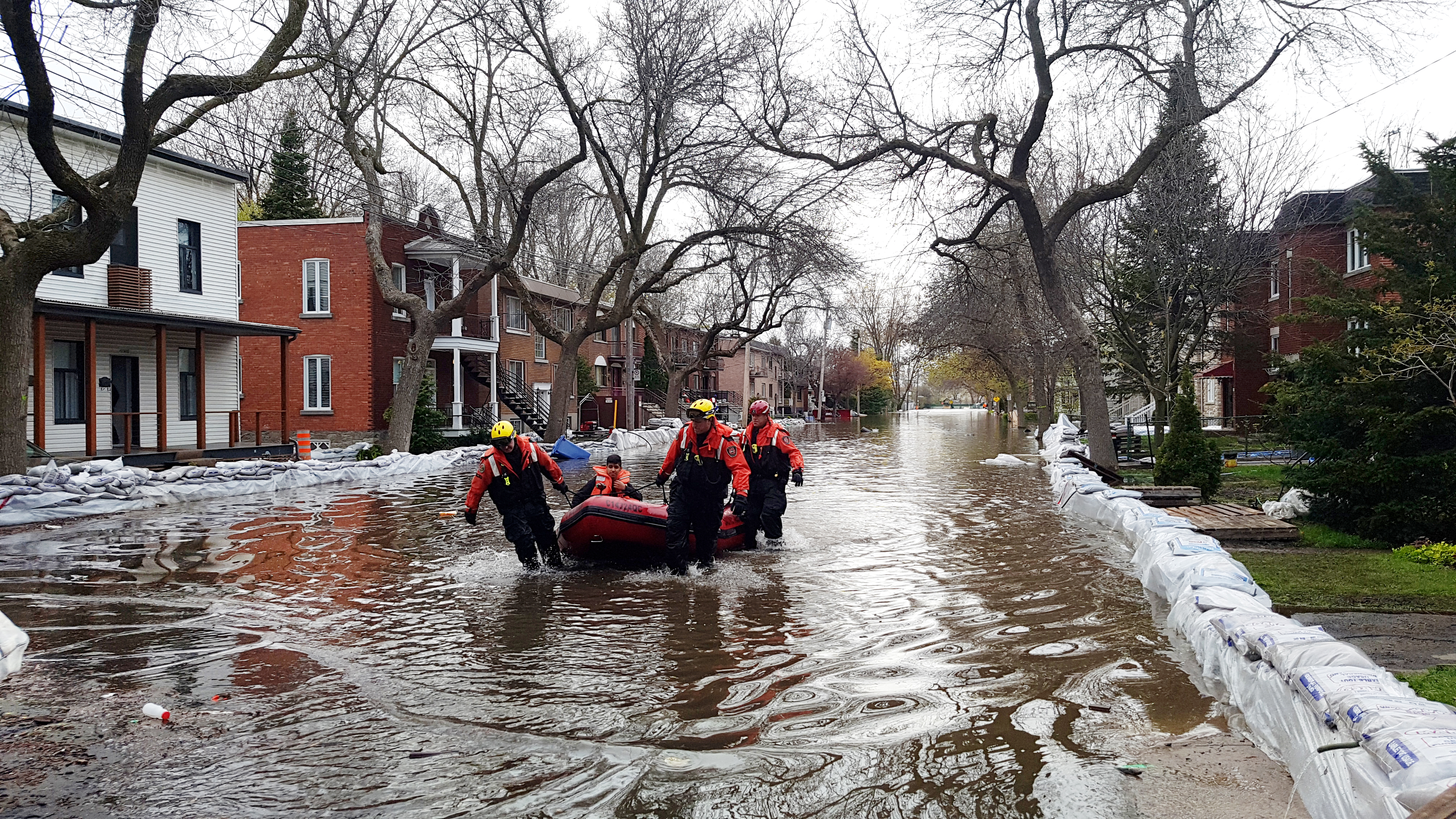
Crue de la rivière des Prairies à Montréal (Québec) en mai 2017.

## Vocabulaire et caractéristiques associées aux crues

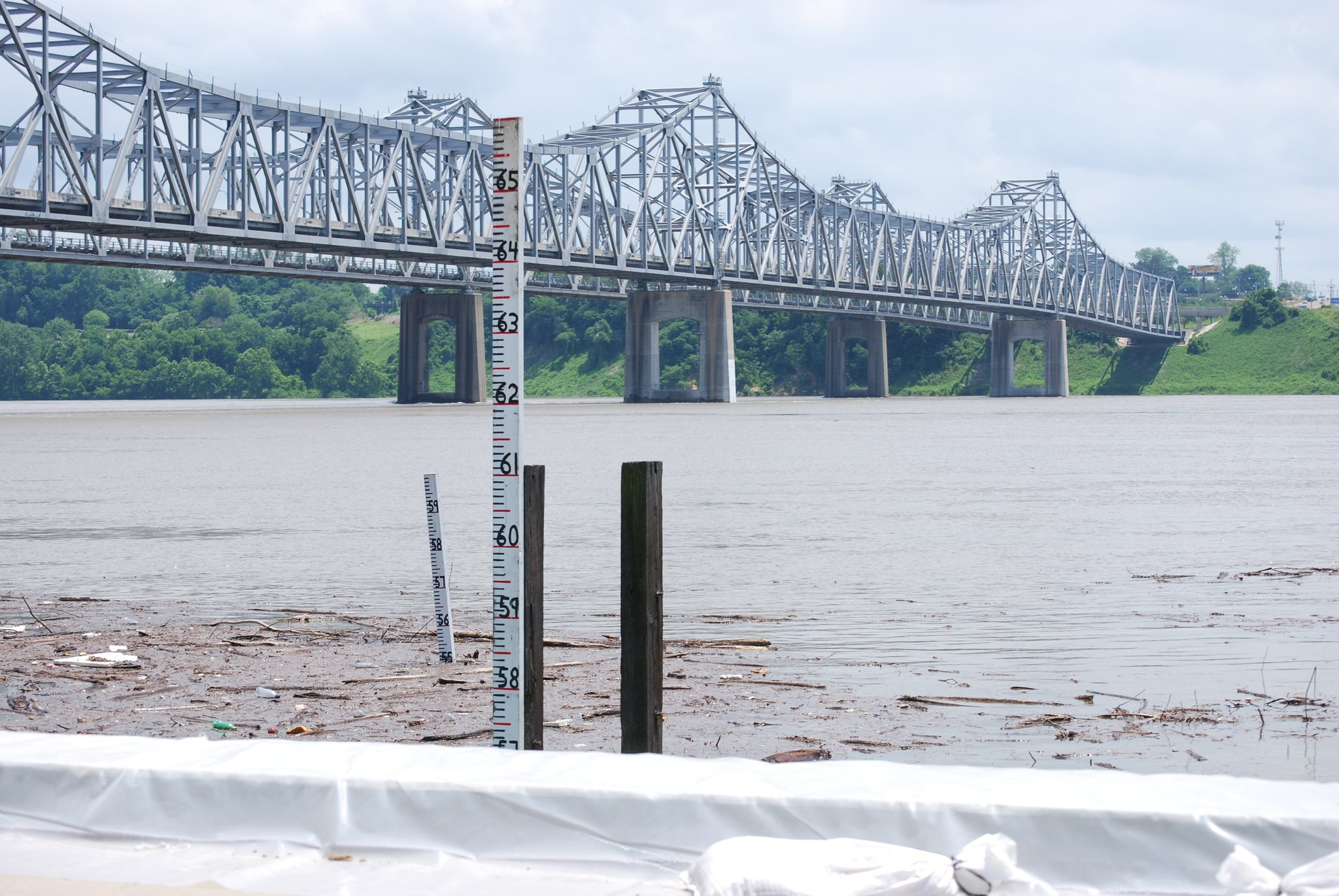
Échelle limnimétrique sur le Mississippi (mai 2011).

On évoque la crue d'un cours d'eau lorsque son « niveau critique de crue » est atteint en un point quelconque du bief amont. Ce seuil peut être indiqué par un limnimètre fixe.
Le maximum de hauteur d'eau atteint est la pointe de crue, correspondant à un débit maximum de crue ou débit de pointe. Il est temporairement marqué par une laisse de crue (boue sur les murs, déchets accrochés aux branches) et est parfois enregistré ultérieurement par un repère de crue dont le recensement peut être effectué dans une base nationale des repères de crues.
Ce maximum de hauteur d'eau se déplace vers l'aval du cours d'eau avec une onde de crue,.
La décrue, est la baisse du niveau d'eau jusqu'au retour de l'écoulement dans le lit mineur du cours d'eau. Si celle-ci s'amorce très lentement (plusieurs heures au maximum de hauteur d'eau ou en grande proximité) on peut alors évoquer un plateau de crue plutôt qu'une pointe de crue.
En hydrologie, l'ensemble du phénomène crue-décrue peut se caractériser en un point caractéristique, (une section de contrôle ex : un pont) par un hydrogramme, dont les pentes caractérisent la rapidité ou la lenteur des variations. On relie ensuite souvent la pointe de crue à une période de retour de la crue.
Le terme de crue ne s'applique pas à la submersion marine.

## Causes
- Pluviométrie : l'intensité et/ou la durée de la pluie sur un même bassin versant génère par ruissellement et automatiquement une augmentation du débit du cours d'eau. La crue commence alors quand un seuil spécifique à chaque lieu est atteint, puis dépassé. L'ampleur du phénomène dépend aussi beaucoup de la perméabilité et de la saturation en eau des sols du bassin versant.
- Fonte des neiges : au printemps, la transformation de la neige en eau liquide étant un phénomène relativement lent, l'eau issue de la fonte des neiges pénètre mieux dans le sol que l'eau de pluie, elle contribue donc plus à l'alimentation des nappes phréatiques et au régime dit nival du débit du cours d'eau. Néanmoins, les quantités d'eau stockée sous forme de neige ou de glace pouvant être considérables, et en cas de radoucissement intense, rapide et accompagné de pluies, la fonte rapide des neiges peut provoquer des inondations parfois catastrophiques. En zone de montagne, la crue est un phénomène périodique annuel entraînant rarement des inondations.
- Refoulement par un fleuve en crue sur une rivière affluente : la montée des eaux provient alors de l'aval !
- Conjonction d'une crue sur un fleuve côtier et d'une marée de pleine mer (= haute) à fort coefficient de marée et/ou en situation de surcote par exemple) ; le débordement du fleuve (= la crue) est alors temporairement amplifié en amont de l'embouchure.

## Typologies

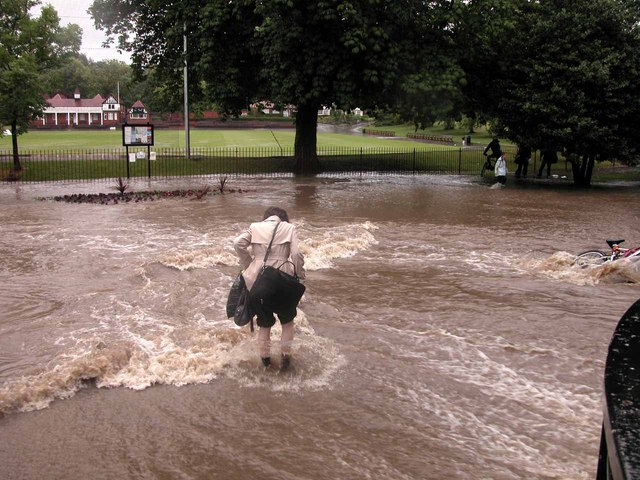
Crue à Queens Park (Grande-Bretagne) - Piéton en danger.

Le premier critère de distinction des crues est son temps de montée lié à la taille du bassin versant concerné :
- une crue soudaine ou crue-éclair[9],[10] a un temps de montée très court, inférieur à quelques heures[10] et se produit sur un petit bassin versant (jusqu'à une centaine de km2)[11], souvent assez pentu. Elle peut être torrentielle[9], urbaine ou périurbaine[9]. Le torrent, le ruisseau, ou la rivière sort subitement de son lit à la suite de pluies torrentielles, généralement de durée assez limitée, souvent sous des orages. Ce phénomène est fréquent dans les régions montagneuses où le ruissellement des pentes vers les vallées est très rapide ;
- une crue rapide[9],[12] a un temps de montée compris entre 2 et 12 heures et se produit sur un bassin versant assez grand (plusieurs centaines à quelques milliers de km2)[11] ou lors d'intensité pluviométrique moins forte. Parfois la pluie est tombée assez loin de la zone inondée car la crue résulte de la concentration de l'eau tombant sur l'ensemble du bassin hydrique vers les points les plus bas ;
- une crue lente[9] a un temps de montée supérieur à 12 heures et se produit sur un grand bassin versant (supérieur à une dizaine de milliers de km2)[11] en plaine sur les fleuves et les grandes rivières. Les pluies continues sur de larges zones, comme la mousson, vont ruisseler vers les cours d'eau. Dans ces cas, même si la pente est faible, la quantité importante de pluie peut les faire déborder.

Le type de crue dépend aussi :
- du sol (nature, état de saturation en eau, couverture (végétale, imperméable)) ;
- des précipitations : selon leur intensité - durée - extension spatiale ;
- des caractéristiques géographiques du bassin versant (pentes (des versants, du cours d'eau), forme (du bassin versant, du cours d'eau (emprise du lit majeur), du temps de concentration)).

On distingue aussi les crues selon :
- leur origine : crue cévenole, crue océanique[14],[9], crue méditerranéenne[9] ;
- leur prise en compte dans un projet de barrage[15] / d'aménagement hydraulique[16],[17] (ex: évacuateur de crue) : crue de projet, crue de sécurité, crue de protection, crue de référence ;
- leur époque : crue d'automne[18], crue estivale[19].

## L'aléa
Le niveau d'aléa lié à la crue est principalement lié à :
- sa fréquence / période de retour : ex crue centennale ;
- sa durée : de quelques minutes à plusieurs jours : Temps de montée[7],[13] des eaux.
- sa vitesse d'augmentation, sa soudaineté de réalisation en un lieu donné : ex : à vue d'œil ;
- son ampleur : approche / dépassement des niveaux historiquement connus ; son extension spatiale ;
- sa vitesse de propagation le long du cours d'eau : Onde de crue[7],[14] ;

Les zones inondées par les crues sont néanmoins très souvent considérées comme à risque en liaison avec leur occupation humaine (habitat, voie de circulation, zone industrielle/ commerciale). Elles sont maintenant assez bien répertoriées en France dans chaque plan de prévention du risque inondation communal.

## Conséquences
Les grandes crues, par leur soudaineté ou par l'étendue des inondations qu'elles provoquent, sont souvent des catastrophes, avec leur lot de victimes et de dégâts matériels.

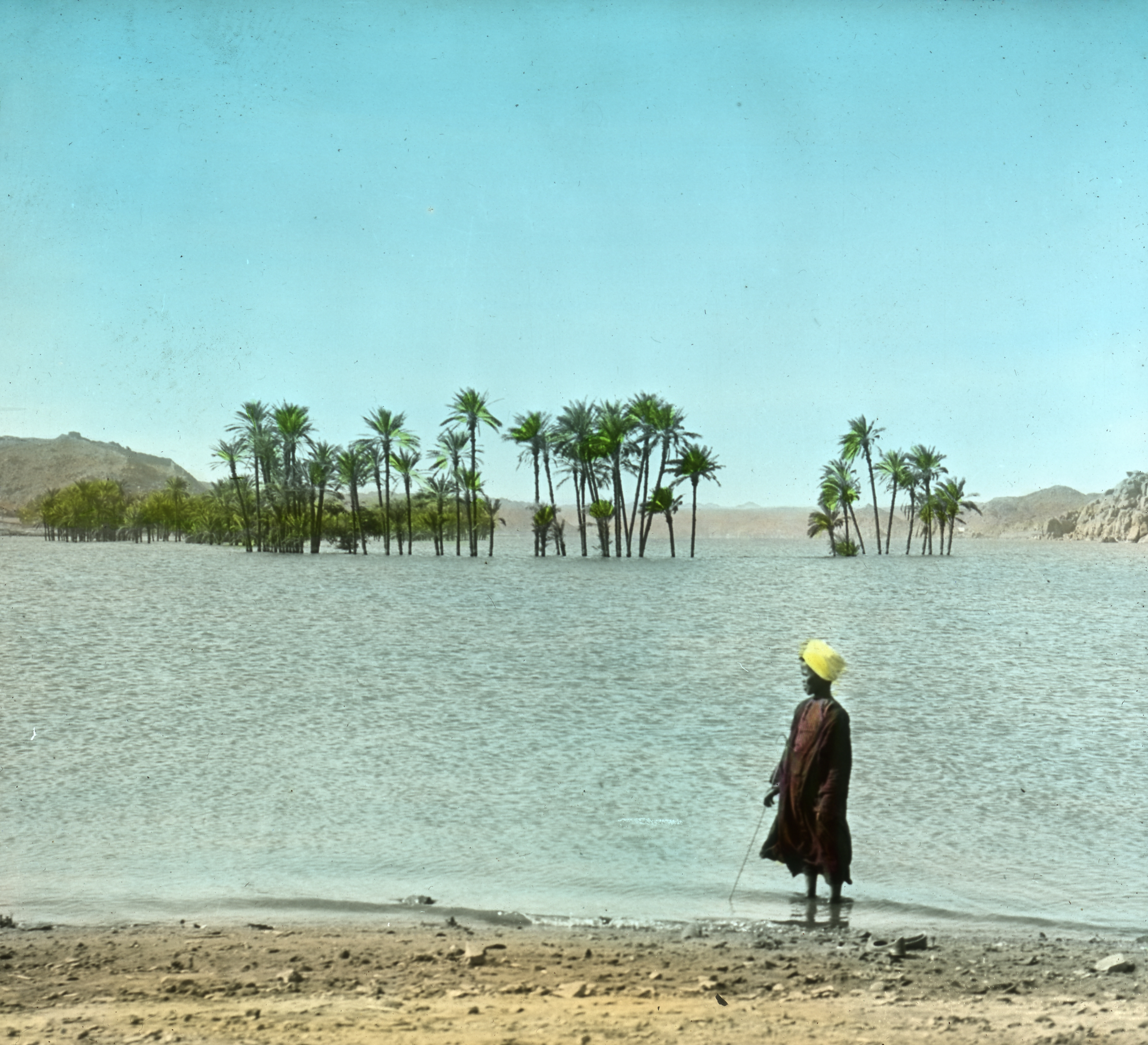
Crue du Nil en 1908 en Haute-Egypte, avec palmiers partiellement submergés.

Mais dans certaines régions du globe, les crues font partie du cycle naturel des saisons. Durant plusieurs millénaires, la crue annuelle du Nil, très souvent bienfaitrice en s'étendant sur une bande agricole jusqu'à environ 25 kilomètres des bords du fleuve, a fait prospérer la civilisation égyptienne. Elle était mesurée par des nilomètres comme celui d'Éléphantine. Son démarrage commençait la nouvelle année égyptienne. Parfois liés aux moussons, de nombreuses zones tropicales sont encore tributaires de ce type de crue assez régulière, qui fertilisent et irriguent les cultures, en reconstituant des réserves d’eau pour la saison sèche.
Les crues ont aussi des coûts financiers : ainsi en France les crues des affluents de la Seine et de la Loire, qui ont touché 8 départements de mai à juin 2016 ont été le second évènement le plus coûteux du pays après la tempête Xynthia (février 2010) : 800 millions à 1,2 milliard d’euros.

## Grandes crues historiques

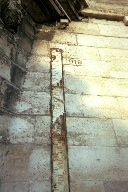
Témoin de crue de la Seine au pont Neuf à Paris.

Quelques crues célèbres en France (voir aussi Principales inondations en Europe) :
- Témoin de crue de la hauteur d'eau en 1910 à Paris sous le Pont Neuf. Il existe un autre témoin dans les salles de la conciergerie à environ un mètre au-dessus du sol et un de 1845 à environ 1 mètre au-dessus de la route surplombant à mi-hauteur du chambranle d'une porte à plus de 5 mètres de haut le niveau courant de la  Loire à Orléans à moins de 300 mètres du pont Jeanne-d'Arc au-dessus du niveau des constructions au sud de la Loire.
- 3 témoins de crue dont 1910 sur le mur de la mairie construite en 1763 de Noyers (89) sous la fenêtre.

[style à vérifier][réf. nécessaire]
- Liste de catastrophes climatiques.
- Inondation de 1856 en France.
- Crue de la Garonne en 1875.
- En 1910 : 
  - Crue du Doubs de 1910 et crue de Besançon.
  - Crue de la Seine de 1910.
  - Crues dans la Marne en 1910.
- Crue du Mississippi de 1927.
- Inondations de mars 1930 dans le Tarn.
- Crue du Reyran, rupture du barrage de Malpasset et catastrophe de Fréjus en 1959.
- Inondations de Florence de 1966.
- Inondations de 1977 en Gascogne.
- Crue de l’Ouvèze en 1992.
- Inondations européennes de 2002.
- Crues de 2005 en Suisse.
- Inondations européennes de 2005.
- Inondations de 2006 en Europe.
- Inondations de juin 2010 dans le Var.
- Inondations d'octobre 2015 dans les Alpes-Maritimes.
- Inondations européennes de mai et juin 2016.
- Crue de la Vésubie du 2 octobre 2020
- Inondations de juillet 2021 en Europe#France
- Inondations de 2024 en Espagne

## Prévision

### Modélisation
Chaque crue résulte de la conjonction de plusieurs processus complexes et simultanés et de paramètres géo-pédologiques, d'abord théorisés par Horton en 1933 qui considère que le ruissellement est produit par dépassement de la capacité d’infiltration des sols.
La modélisation visait autrefois à reproduire au mieux le comportement hydrologique d'un bassin ou sous-bassin versant pour prédire les évènements de crue. Les ingénieurs ont d'abord cherché à prévoir le débit à l’exutoire et en plusieurs points du cours d'eau. Puis les modèles se sont complexifiés en essayant de reproduire au mieux la réalité globale et systémique d'un bassin via une analyse distribuée et plus fine du comportement de l’eau dans tous ses compartiments, lors des écoulements et des échanges nappes-cours d'eau, et parfois en intégrant des paramètres plus écologiques (nature et importance du couvert végétal, présence d'embâcles naturels ou de barrages naturels tels que ceux qui sont fabriqués par les castors, etc.). Ces modèles deviennent de ce fait aussi des outils de gestion des ressources en eau et d'aménagement du territoire.
Les modélisateurs s'intéressent aussi aux effets des couverts végétaux agricoles intermittents ou d'hiver et aux effets de l'agriculture biologique et l'agriculture sans labour (itinéraires techniques simplifiés) qui améliorent la porosité et capillarité des sols ainsi que leurs capacités de rétention de l'eau en modifiant donc sa distribution,,, et l'orientation de sa circulation dans le sol (Ball et al., 1994 ; Sasal et al., 2006) ou encore la connectivité des pores,. Divers auteurs,,,, ont aussi montré des changements dans les taux d’infiltration de l’eau dans le sol et par suite dans sa conductivité hydraulique verticale à saturation.

### Organisation

#### Organisation collective
Des retenues d'eau aménagées dans la partie amont du bassin hydrographique peuvent limiter l'ampleur des crues, jouant un rôle écrêteur de crue.
Certains pays organisent la prévision des crues pour alerter la protection civile et les populations en indiquant continuellement le niveau de vigilance adapté aux principaux cours d'eau :
- en Belgique, avec Meteo-Belgique par l'intermédiaire de l'alerte aux fortes pluies[30],
- au Canada, avec les centres de prévision des crues[31] des différentes provinces,
- en France, avec le Service central d’hydrométéorologie et d’appui à la prévision des inondations (Schapi), situé à Toulouse, et des Services de Prévision des Crues, diffusant leurs prévisions et niveaux de vigilance au travers du site Vigicrues[32],
- en Suisse, avec l'office fédéral de l'environnement, OFEV[33] avec 5 niveaux de danger,

#### Préparation individuelle
Un particulier, une entreprise qui souhaite limiter les effets des crues pour lui-même, sa famille, son habitation, son local de travail peut :
- bien avant la crue :

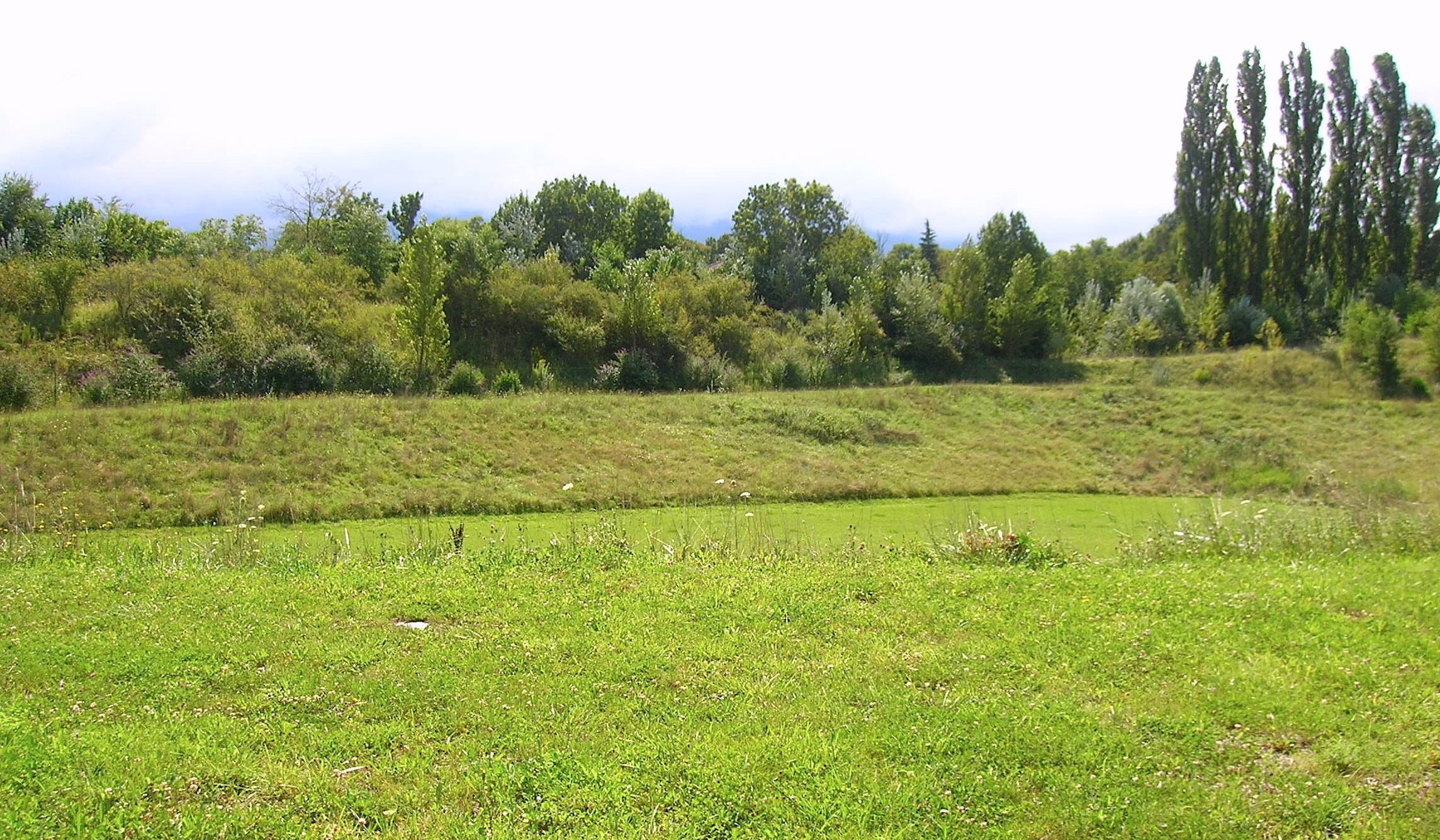
Bassin de rétention des crues du ruisseau du Verderet, à Tavernolles, en Isère.

  - prévoir une issue vers le haut, facile pour tous, utilisable sans éclairage ni électricité ni outillage particulier : étage supérieur, toit, constituant un espace refuge ;
  - disposer bien en conséquence son Installation électrique (tableau hors d'eau, sectionnement de toutes les parties inférieures (cave, rez-de chaussée), ...) ;
  - installer des clapets anti-retour sur son réseau d'eaux usées ;
  - disposer d'une petite fosse de collecte des eaux, pour faciliter leur évacuation en fin de décrue ;
  - n'utiliser les pièces submersibles que pour un usage secondaire ;
  - amarrer les cuves et les gros objets (poubelle, tas de bois, etc.) pouvant flotter ;
  - prévoir des équipements (exemple : barrages temporaires) permettant de limiter la pénétration de l'eau et de la boue à l'intérieur ;
  - prévoir en étage le nécessaire survie (piles, couvertures, alimentation, sanitaires, etc.) ;
  - disposer du matériel de nettoyage (bottes, pompe, raclettes, etc.) ;
- au moment de l'alerte de crue :
  - s'informer de l'ampleur prévue de la crue et prévoir une marge supplémentaire (en hauteur, en vitesse, en temps de survenue) ;
  - déplacer hors d'atteinte des plus hautes eaux connues les objets de valeur (véhicules, documents officiels, cartes de crédit...), les aliments, les produits polluants, le matériel de nettoyage ;
  - se constituer une réserve d'eau potable ; recharger ses batteries électriques (pour radio / téléphone portable / lampe-torche) ; en cas de confinement prolongé, prévoir une solution temporaire toilettes, des couvertures sèches ;
  - installer les équipements limitant la pénétration de l'eau ; obturer les bouches d'aération basses ;
  - installer les balises d'emplacement de piscine ;
- au moment de la montée des eaux à proximité :
  - couper, si possible et sans se mettre en danger, les arrivées de gaz, d'eau et d'électricité ;
  - monter toutes les personnes encore présentes dans les étages, avec le nécessaire de survie ; ne jamais descendre (cave, sous-sol, parking enterré...) ;
  - ne pas utiliser son véhicule ou sortir à pied et ne jamais s'engager sur un parcours immergé avec un courant d'eau ;
  - signaler les présences dans l'habitation, notamment les personnes particulièrement vulnérables.

### Période de retour / fréquence

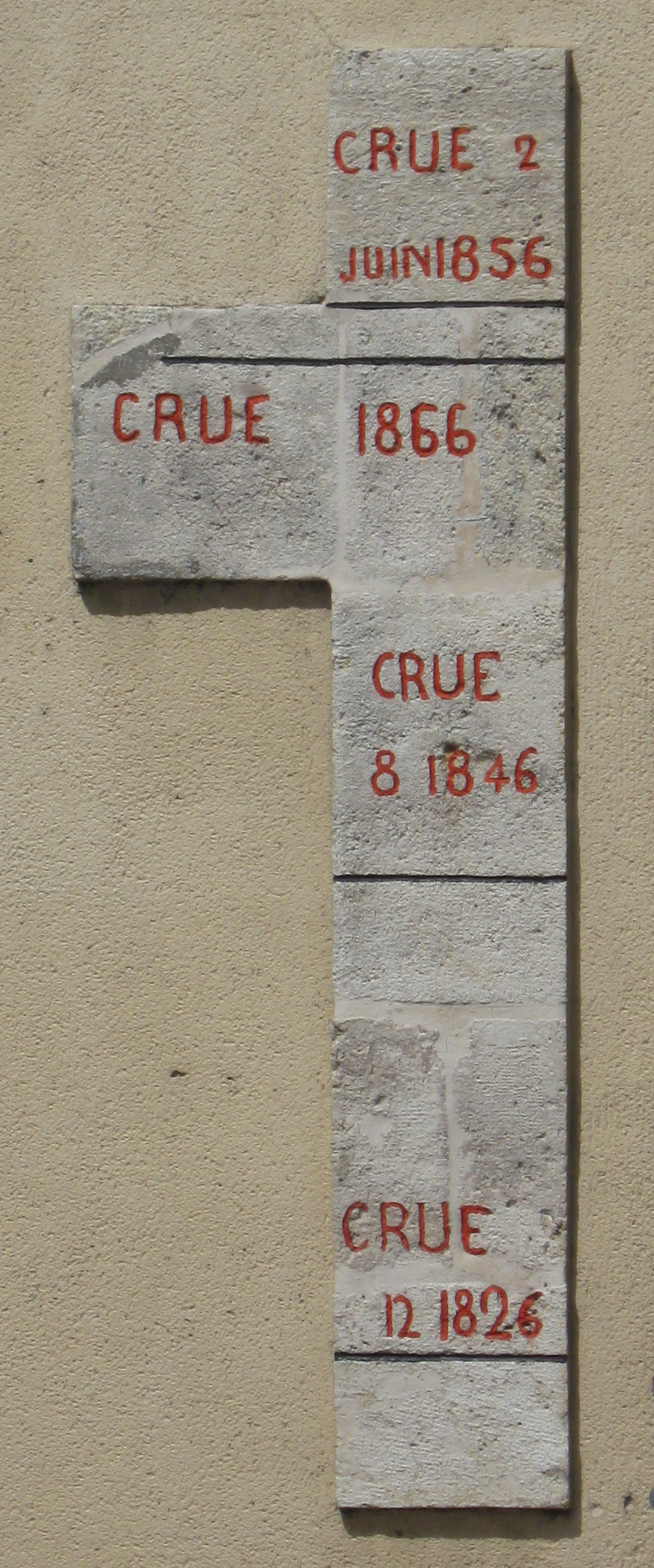
Repères de hauteurs de crues de la Loire sur la façade du 22 quai du Châtelet à Orléans (Loiret, France).

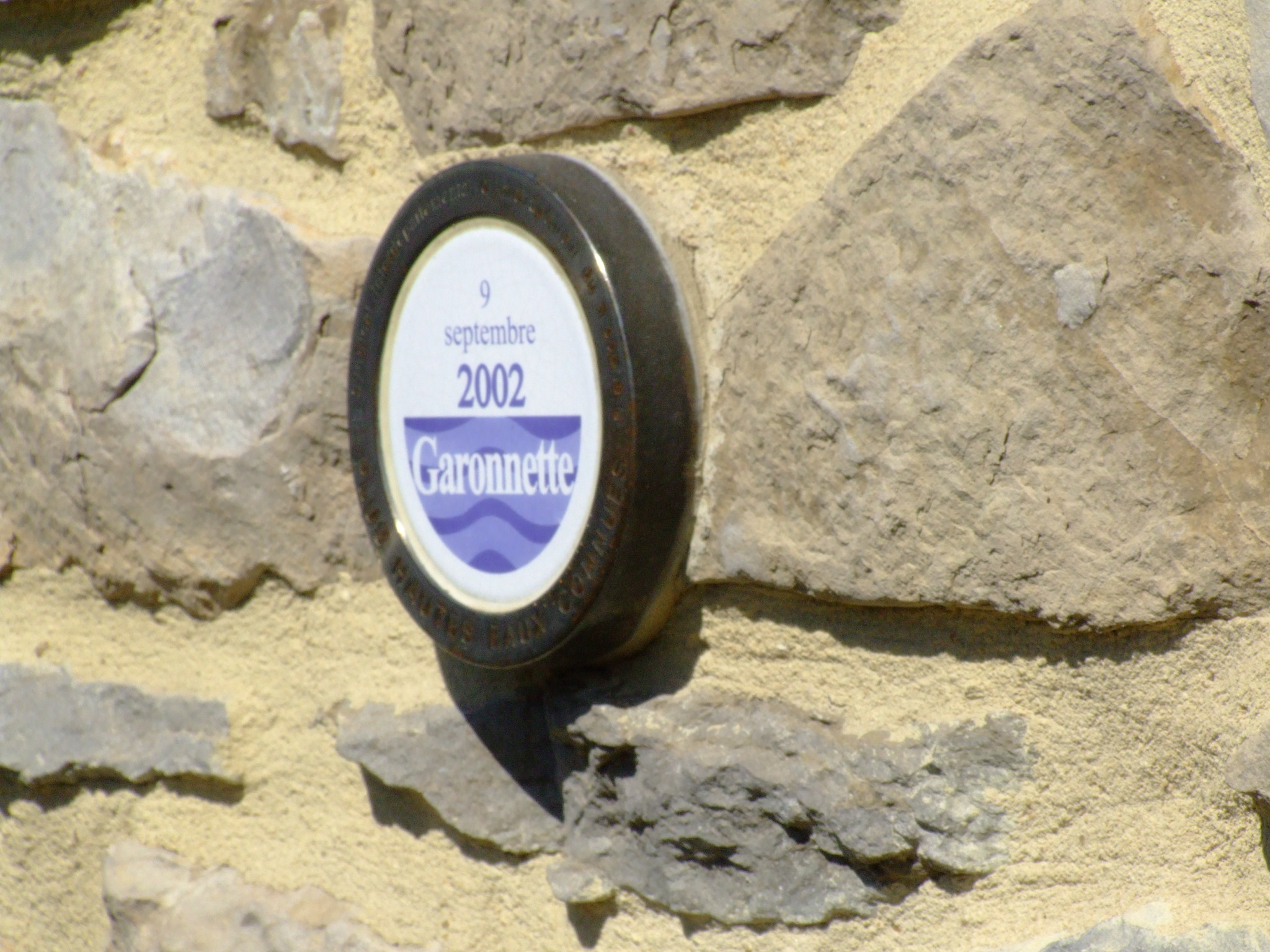
Repère de la crue du 9 septembre 2002 de La Garonnette (affluent du Vidourle) à Quissac (Gard).

Les hydrologues classent l'importance des crues selon la période de retour de leurs débits : une crue n-ennale (exemple : crue centennale) est celle :
- dont chaque année, la probabilité que son débit soit atteint ou dépassé est de {\displaystyle 1/n} ,
- qui apparait donc en moyenne toutes les n ans, mais ne se produit pas nécessairement tous les n ans,
- dont la probabilité que son débit ne soit pas atteint sur la période de n ans est de {\displaystyle \textstyle ({\frac {n-1}{n}})^{n}},
- dont la probabilité que son débit soit atteint au moins une fois sur la période de n ans est de {\displaystyle 1-}{\displaystyle \textstyle ({\frac {n-1}{n}})^{n}} .

Tableau des caractéristiques possibles de périodicité usuelle de crue :
| Adjectif       | Nombre d'années | Probabilité que le débit de la crue n-nale soit : | Probabilité que le débit de la crue n-nale soit : | Probabilité que le débit de la crue n-nale soit : |
| Adjectif       | Nombre d'années | ≥ chaque année                                    | toujours < sur n ans                              | ≥ au moins 1 fois sur n ans                       |
| -------------- | --------------- | ------------------------------------------------- | ------------------------------------------------- | ------------------------------------------------- |
| annuelle       | 1               | 1                                                 | 0                                                 | 1                                                 |
| biennale       | 2               | 0,5                                               | 0,25                                              | 0,75                                              |
| triennale      | 3               | 0,333                                             | 0,296                                             | 0,704                                             |
| quadriennale   | 4               | 0,25                                              | 0,316                                             | 0,684                                             |
| quinquennale   | 5               | 0,2                                               | 0,328                                             | 0,672                                             |
| décennale      | 10              | 0,1                                               | 0,349                                             | 0,651                                             |
| quindécennale  | 15              | 0,067                                             | 0,355                                             | 0,645                                             |
| vicennale      | 20              | 0,050                                             | 0,358                                             | 0,642                                             |
| trentennale    | 30              | 0,033                                             | 0,362                                             | 0,638                                             |
| quadragennale  | 40              | 0,025                                             | 0,363                                             | 0,637                                             |
| cinquantennale | 50              | 0,02                                              | 0,364                                             | 0,636                                             |
| centennale     | 100             | 0,01                                              | 0,366                                             | 0,634                                             |
| bicentennale   | 200             | 0,005                                             | 0,367                                             | 0,633                                             |
| tricentennale  | 300             | 0,0033                                            | 0,3673                                            | 0,6327                                            |
|                | 500             | 0,002                                             | 0,3675                                            | 0,6325                                            |
| millénale      | 1000            | 0,001                                             | 0,3677                                            | 0,6323                                            |
| décamillénale  | 10000           | 0,0001                                            | 0,3679                                            | 0,6321                                            |

Tableau de la probabilité (en %) d'une crue d'un temps de retour T (en années) sur une période d'observation continue P (en années) :
|                                  |            | Période P pendant laquelle on attend l'événement | Période P pendant laquelle on attend l'événement | Période P pendant laquelle on attend l'événement | Période P pendant laquelle on attend l'événement | Période P pendant laquelle on attend l'événement | Période P pendant laquelle on attend l'événement | Période P pendant laquelle on attend l'événement | Période P pendant laquelle on attend l'événement | Période P pendant laquelle on attend l'événement |
| -------------------------------- | ---------- | ------------------------------------------------ | ------------------------------------------------ | ------------------------------------------------ | ------------------------------------------------ | ------------------------------------------------ | ------------------------------------------------ | ------------------------------------------------ | ------------------------------------------------ | ------------------------------------------------ |
|                                  | T / P en % | 2                                                | 5                                                | 10                                               | 20                                               | 50                                               | 100                                              | 200                                              | 500                                              | 1 000                                            |
| Temps de retour T de l'évènement | 2          | 75%                                              | 97%                                              | 100%                                             | 100%                                             | 100%                                             | 100%                                             | 100%                                             | 100%                                             | 100%                                             |
| Temps de retour T de l'évènement | 5          | 36%                                              | 67%                                              | 89%                                              | 99%                                              | 100%                                             | 100%                                             | 100%                                             | 100%                                             | 100%                                             |
| Temps de retour T de l'évènement | 10         | 19%                                              | 41%                                              | 65%                                              | 88%                                              | 99%                                              | 100%                                             | 100%                                             | 100%                                             | 100%                                             |
| Temps de retour T de l'évènement | 20         | 10%                                              | 23%                                              | 40%                                              | 64%                                              | 92%                                              | 99%                                              | 100%                                             | 100%                                             | 100%                                             |
| Temps de retour T de l'évènement | 50         | 4%                                               | 10%                                              | 18%                                              | 33%                                              | 64%                                              | 87%                                              | 98%                                              | 100%                                             | 100%                                             |
| Temps de retour T de l'évènement | 100        | 2%                                               | 5%                                               | 10%                                              | 18%                                              | 39%                                              | 63%                                              | 87%                                              | 99%                                              | 100%                                             |
| Temps de retour T de l'évènement | 200        | 1%                                               | 2%                                               | 5%                                               | 10%                                              | 22%                                              | 39%                                              | 63%                                              | 92%                                              | 99%                                              |
| Temps de retour T de l'évènement | 500        | 0%                                               | 1%                                               | 2%                                               | 4%                                               | 10%                                              | 18%                                              | 33%                                              | 63%                                              | 86%                                              |
| Temps de retour T de l'évènement | 1 000      | 0%                                               | 0%                                               | 1%                                               | 2%                                               | 5%                                               | 10%                                              | 18%                                              | 39%                                              | 63%                                              |

Nota : Les valeurs sur la diagonale correspondent à celles de la dernière colonne du tableau précédent. Exemples de lecture : une crue biennale a 97% de chance d'être observée sur une période de 5 ans ; Durant une période de 20 ans on a 18% de chance d'observer une crue centennale.
La directive européenne inondation de 2007 prévoit dans son chapitre III "Cartes des zones inondables et cartes des risques d'inondation" la prise en compte des 3 scénarios suivants :
- crue de faible probabilité ou scénarios d'évènements extrêmes ;
- crue de probabilité moyenne (période de retour probable supérieure ou égale à cent ans) ;
- crue de forte probabilité, le cas échéant.